# Jardí Botànic de Pequín
El Jardí Botànic de Pequín (xinès tradicional: 北京植物園, xinès simplificat: 北京植物园, pinyin: Běijīng Zhíwùyuán, literalment 'Jardí Botànic de Pequín') és un jardí botànic de 200 hectàrees obert al públic situat als afores de la ciutat xinesa de Pequín, entre el Parc dels Turons Fragants i la Muntanya de la Font de Jade, als Turons Occidentals de la capital xinesa.

## Història
El Jardí Botànic de Pequín fou establert l'any 1955 amb ajuda del govern central i es planificà que cobrís 400 hectàrees de terreny. Quatre anys després de la fundació del jardí, el 1959, hi entrà a treballar l'últim emperador de la Xina, Pu Yi, arran del seu alliberament de la presó en ésser considerat rehabilitat i després de donar suport públicament al govern comunista. Hi treballà fins a l'any 1963. El ràpid creixement del jardí dels primers anys es veié estancat durant una dècada degut a la Revolució Cultural, i a partir de 1990 tornà a rebre un impuls important en el seu desenvolupament.

## Punts d'interès
Els jardins inclouen diversos districtes d'exposició, sales cobertes, jardins especialitzats (com el jardí de roses o el de plantes de la medicina tradicional xinesa), grans llacs artificials. D'entre els edificis ubicats dins el recinte del jardí en destaquen el Temple del Buda Dorment, el Memorial de Cao Xuequin, la tomba de Liang Qichao i el Museu Xinès de la Mel.

### Temple del Buda Dorment
El Temple del Buda Dorment (xinès tradicional: 臥佛寺, xinès simplificat: 卧佛寺, pinyin: Wòfó Sì), inicialment anomenat Temple Dousuai, fou construït durant la dinastia Tang i conté una gran efígie reclinada de Siddharta Gautama de 54.000 kg de pes, feta per 7.000 esclaus. L'estàtua mostra a Siddharta Gautama a les portes del nirvana, amb diversos conjunts de sabates gegants a banda i banda, presents oferts per diversos emperadors xinesos. Sobre de l'estàtua s'hi pot llegir Zizai Dade (xinès simplificat i tradicional: 自在大德, pinyin: Zìzai Dàdé). El complex del temple conté quatre sales, un petit estany amb un pont de pedra i un hotel.

### Memorial de Cao Xuequin
El Memorial de Cao Xuequin (xinès tradicional: 曹雪芹紀念館, xinès simplificat: 曹雪芹纪念馆, pinyin: Cáo Xuěqín Jìniànguǎn), situat la zona est del jardí, alberga la casa on l'escriptor xinès de la dinastia Qing autor de l'obra El somni del pavelló vermell visqué els seus últims anys, a mitjan segle xviii.

## Col·lecció
Els jardins contenen més de 10.000 espècies de plantes, incloent-hi 2.000 classes d'arbres i arbustos, 1.620 varietats de plantes tropicals i subtropicals, 500 espècies de flors i 1.900 classes d'arbres fruiters, plantes d'aigua, herbes medicinals de la medicina tradicional xinesa i espècies amenaçades. Un dels elements destacats del jardí és el seu hivernacle, format per diverses sales.
- A la primera sala s'hi troben arbres de fulla perenne i espècies de la família de les palmeres.
- A la segona sala hi ha plantes tropicals aquàtiques, lliris d'aigua i taros.
- La tercera sala s'hi mostren plantes comercials i llurs mètodes de cultiu i propagació. Hi ha exemplars de la planta del cautxú de triple fulla, arbres de cacau i cafè i el crisantem de fulla dolça, espècie productora de sucre que s'ha introduït a la Xina des de l'estranger.

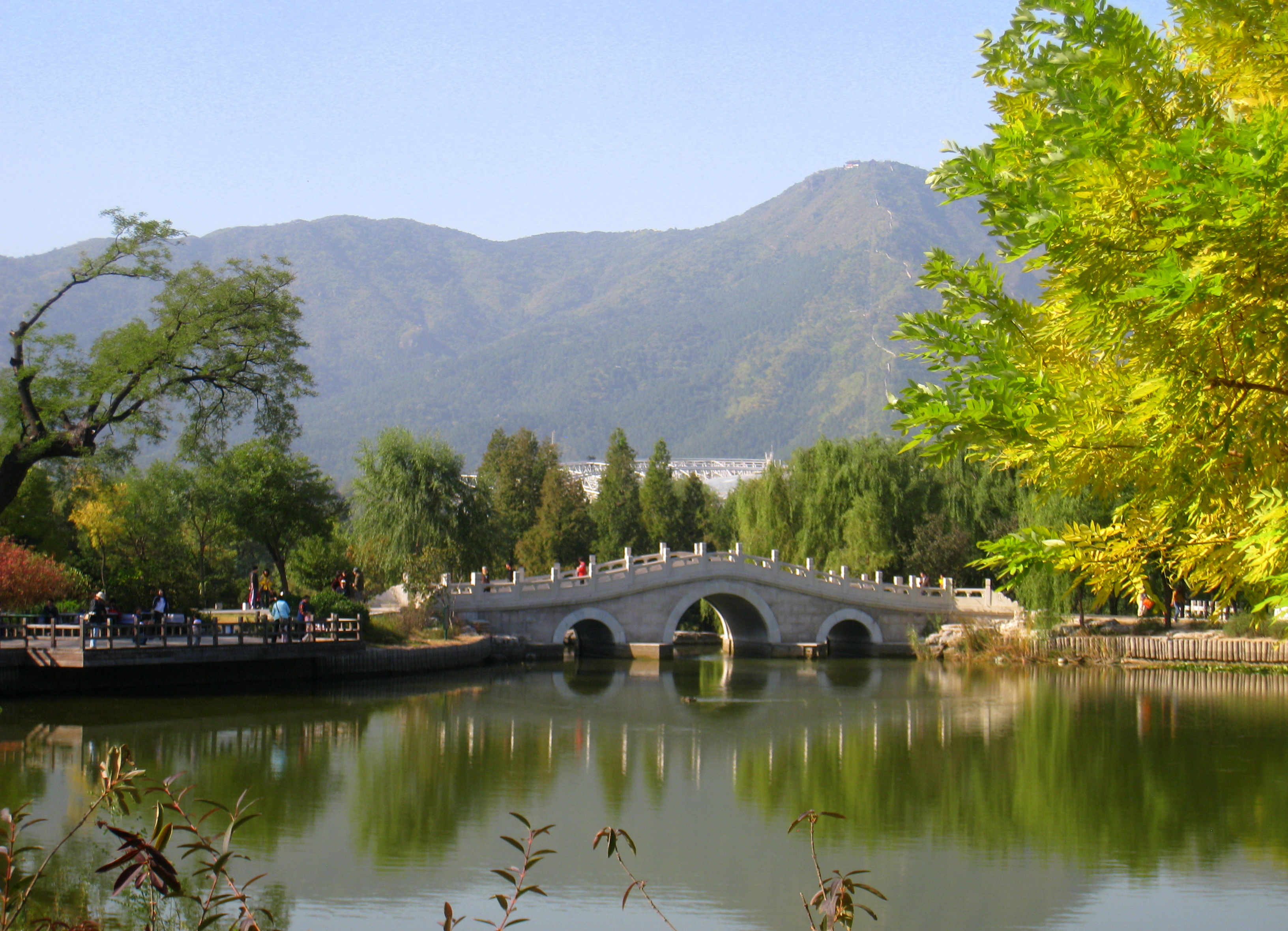
Pont al Jardí Botànic de Pequín

A l'hivernacle també hi ha sales amb plantes medicinals, aromàtiques i ornamentals. Hi ha més 300 varietats diferents d'orquídia, entre les quals en destaca una varietat sense arrels que absorbeix l'aire i els nutrients directament de l'aire.
A més de l'hivernacle, al jardí botànic hi ha també un espai d'11.000 metres quadrats dedicat a les espècies autòctones laboratoris de classificació i estudis botànics, sales de recerca i una sala de conferències.
El jardí de peònies, obert als visitants des del 1981, conté més de 800 cultius d'aquesta planta i cobreix una àrea de 100.000 metres quadrats dividida en tres seccions. S'hi van realitzar investigacions de 484 cultius que floreixen de manera natural i hi obtingueren 56 elements de caràcters agrícoles per tal de configurar-ne una base de dades. Arran d'aquests estudis es va elaborar una biblioteca d'ADN complementari de brots de flors de peònia i es van obtenir 2.241 seqüències de marques de seqüències expressades en brut.
La col·lecció de plantes inclou també diverses espècies rares, com ara la metasequoia descoberta per un científic xinès a la dècada de 1940.
Altres plantes als jardins són les nepentes, l'orquídia de papallona daurada, la sequoia americana; el cirerer japonès i el famós arbre bodhi, l'arbre sota el qual Buda aconseguí la il·luminació espiritual.

## Galeria

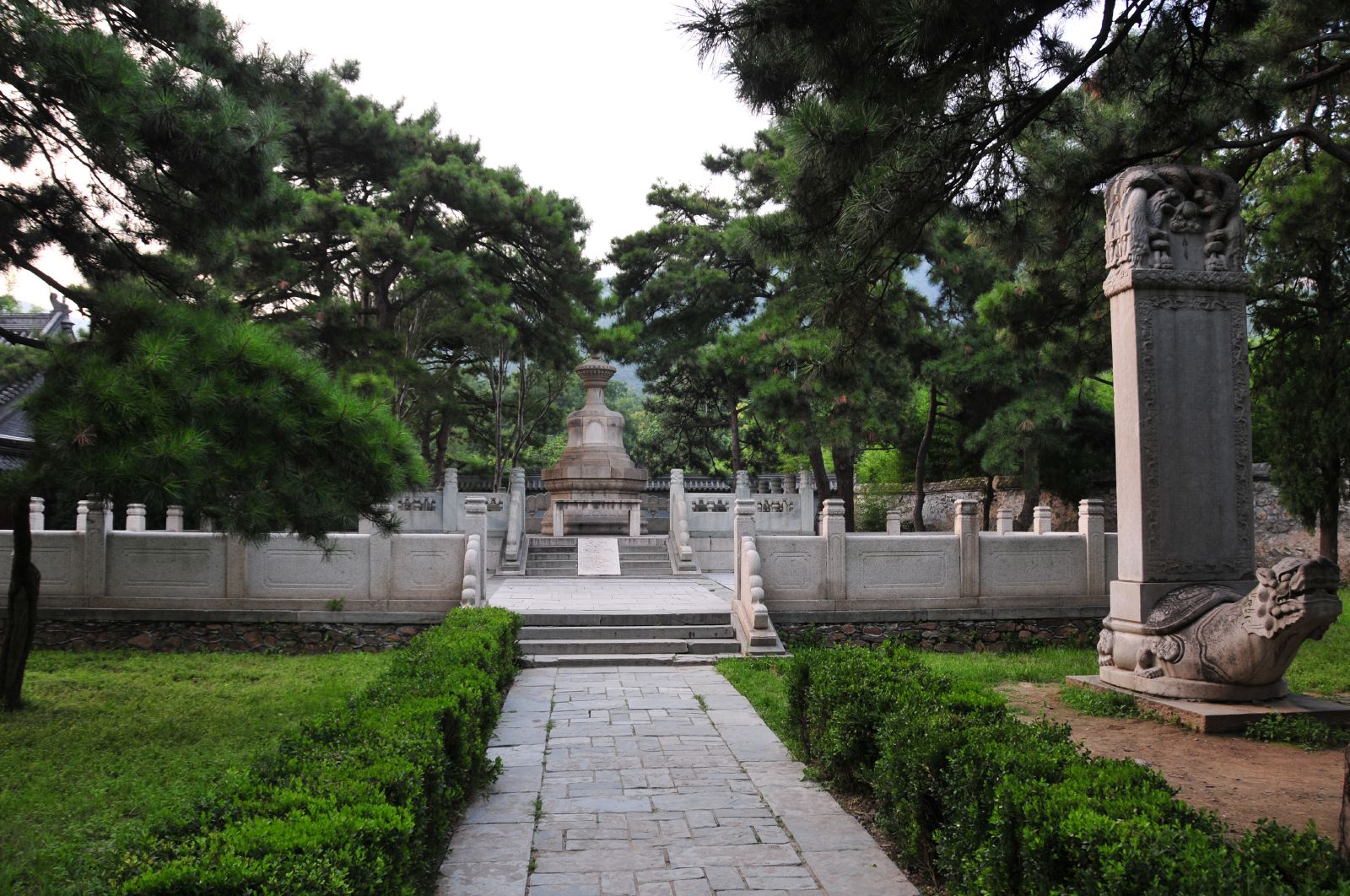
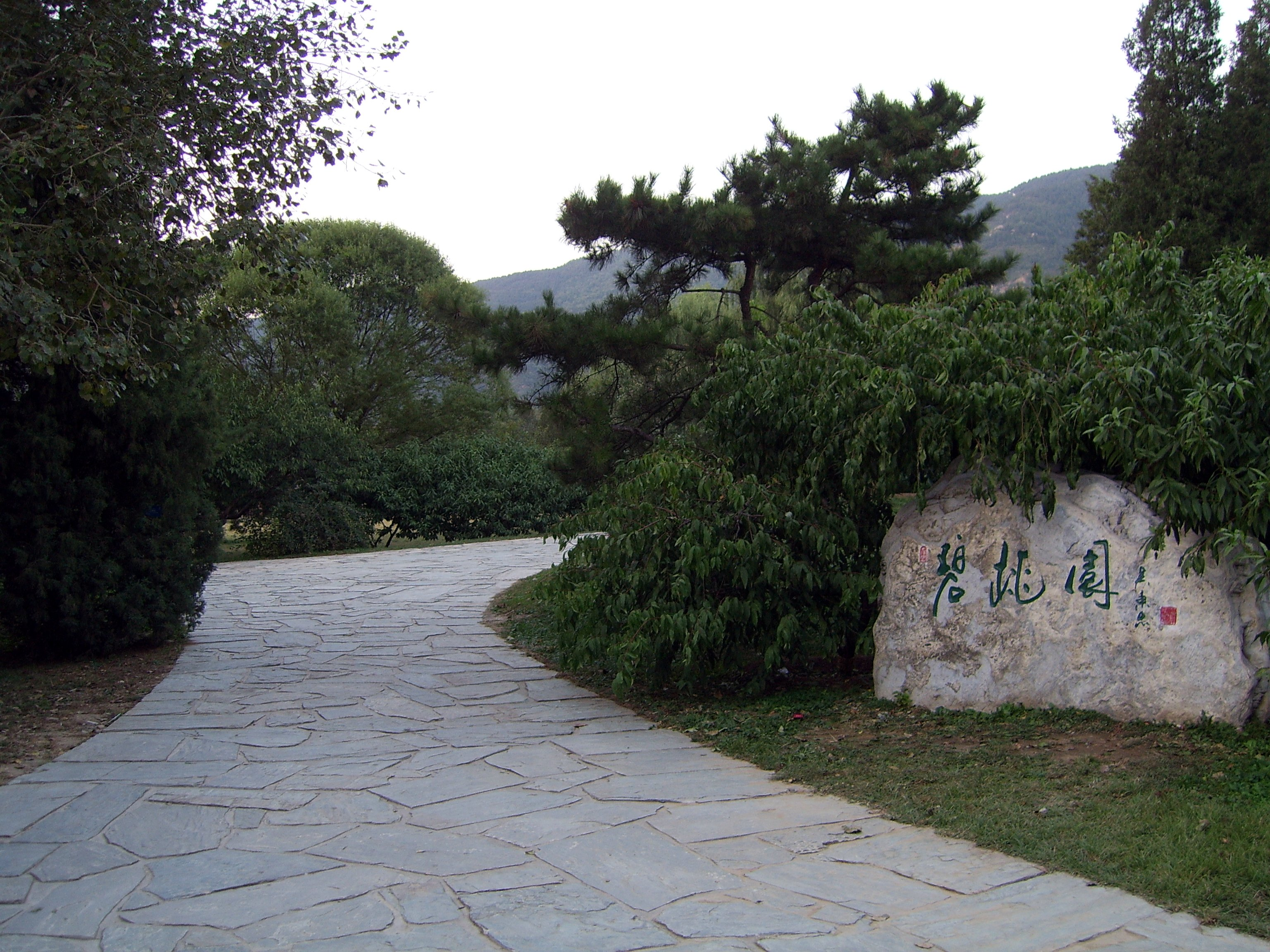
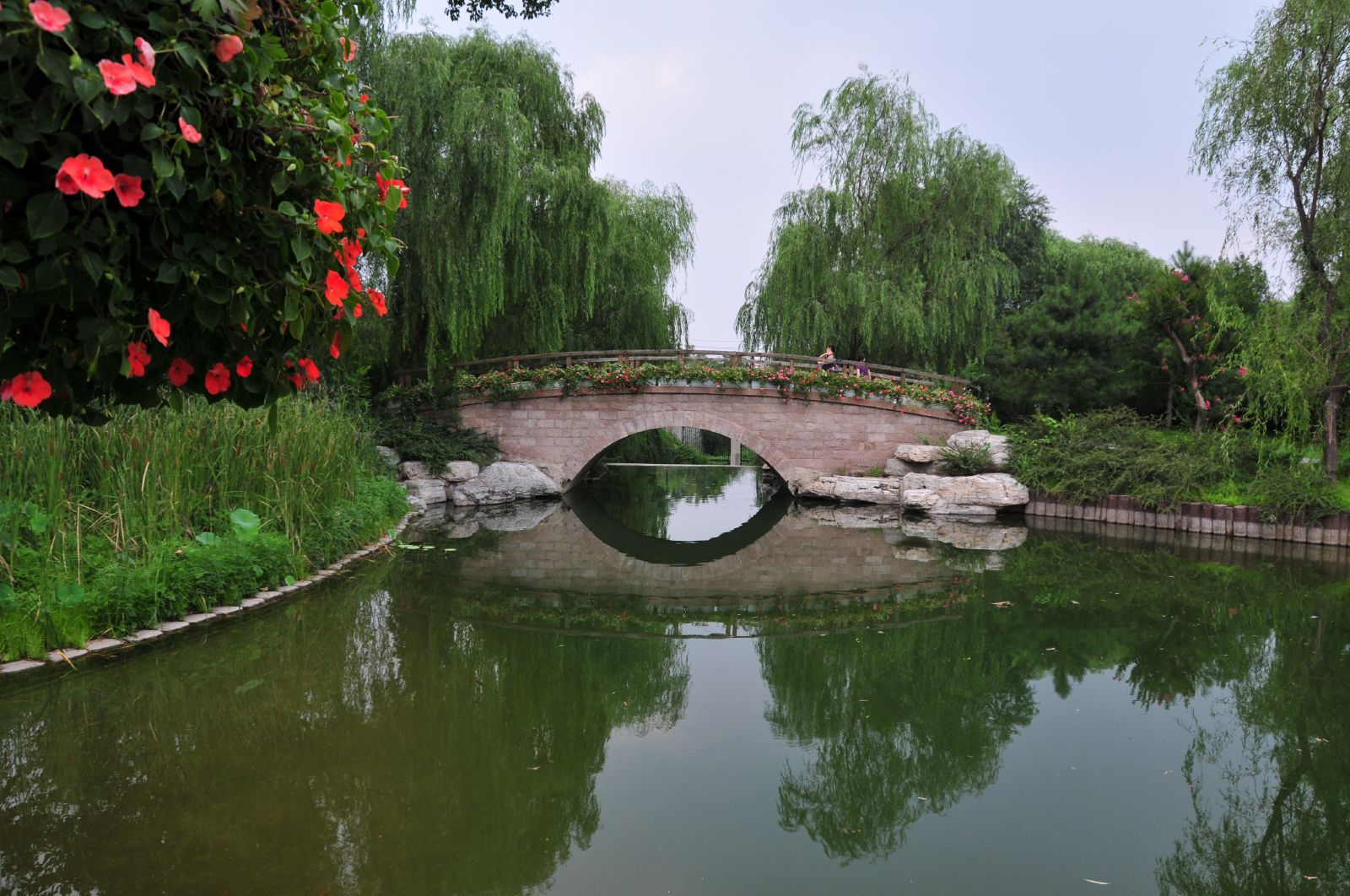
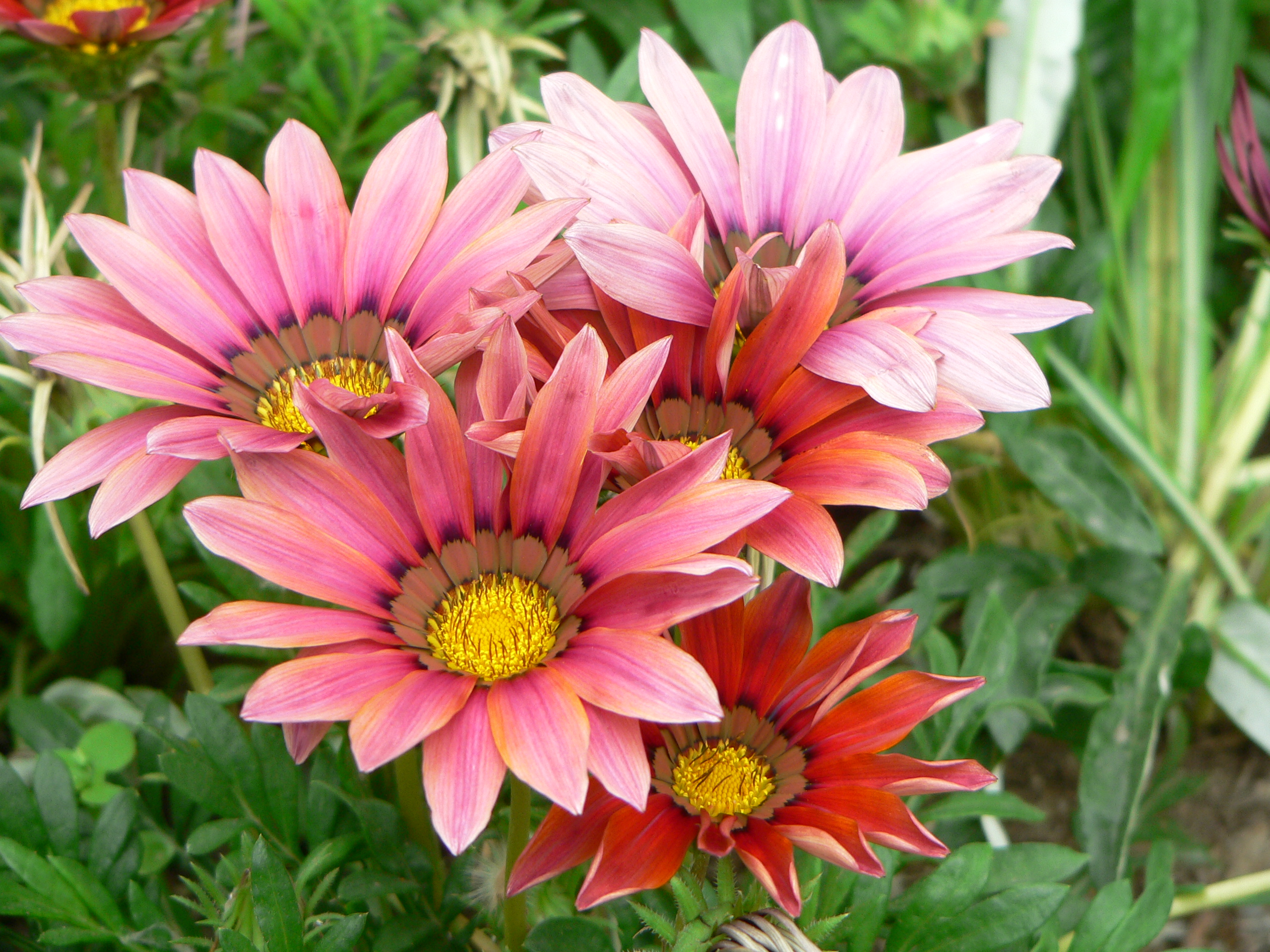
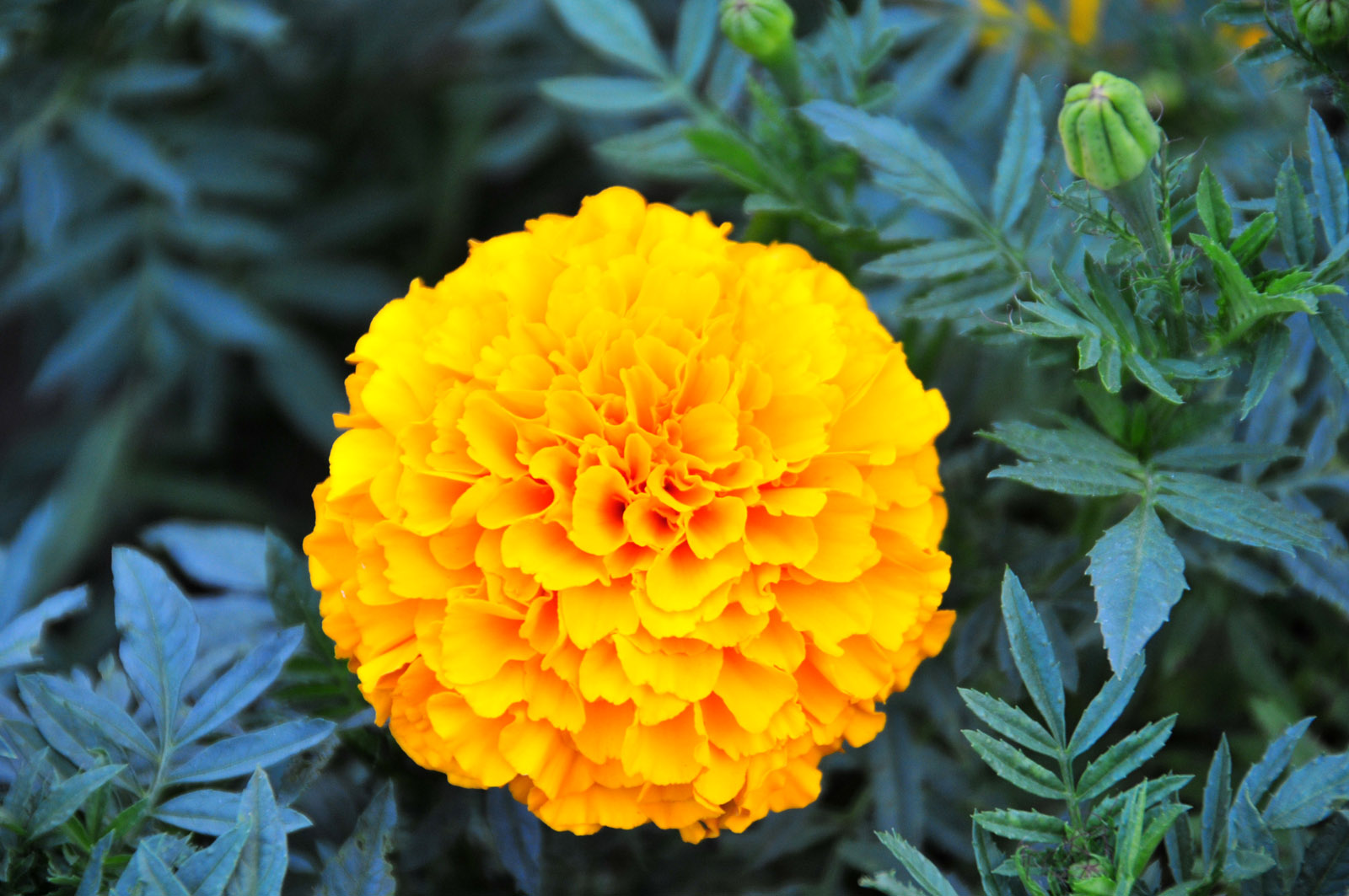
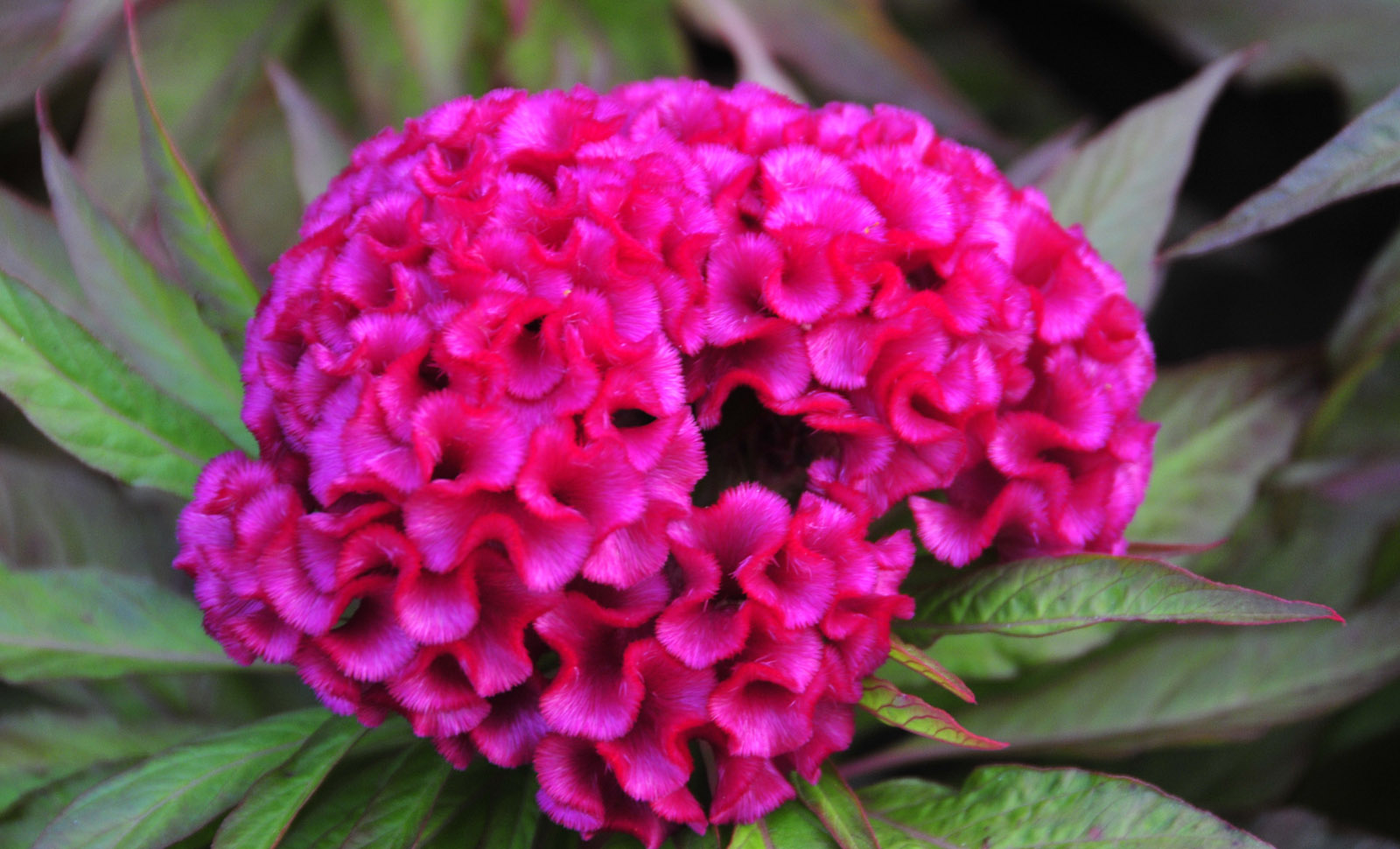
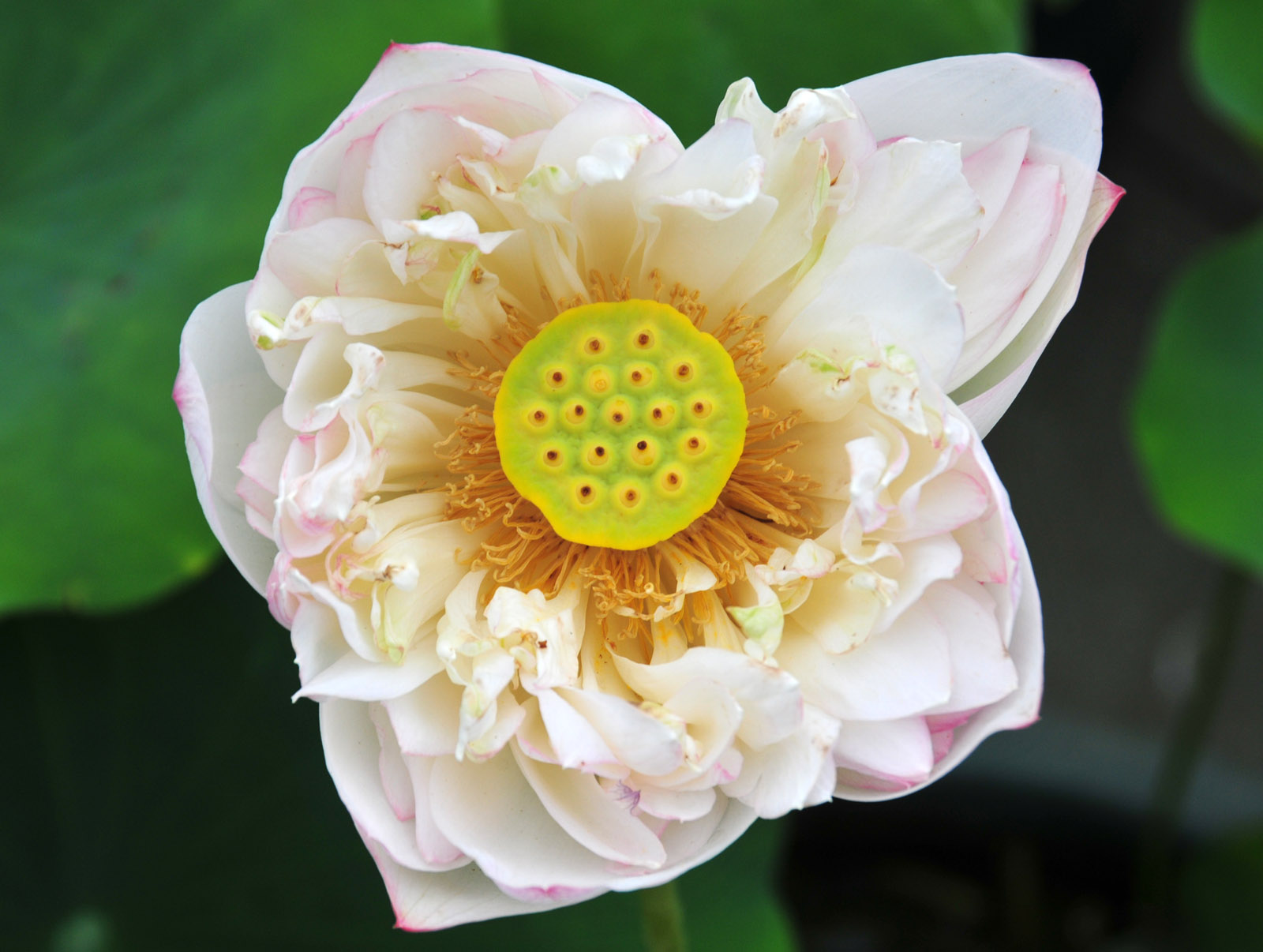
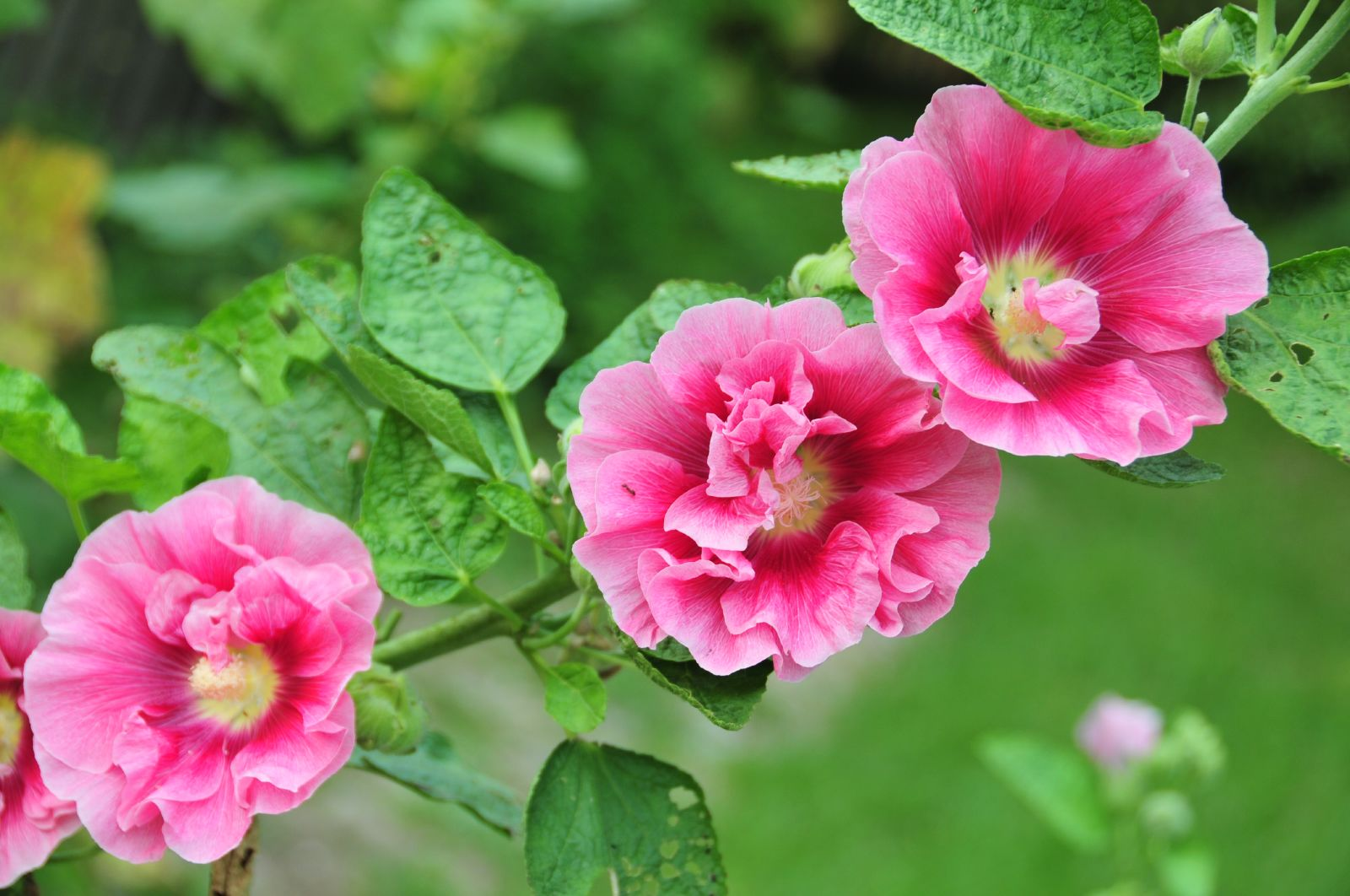
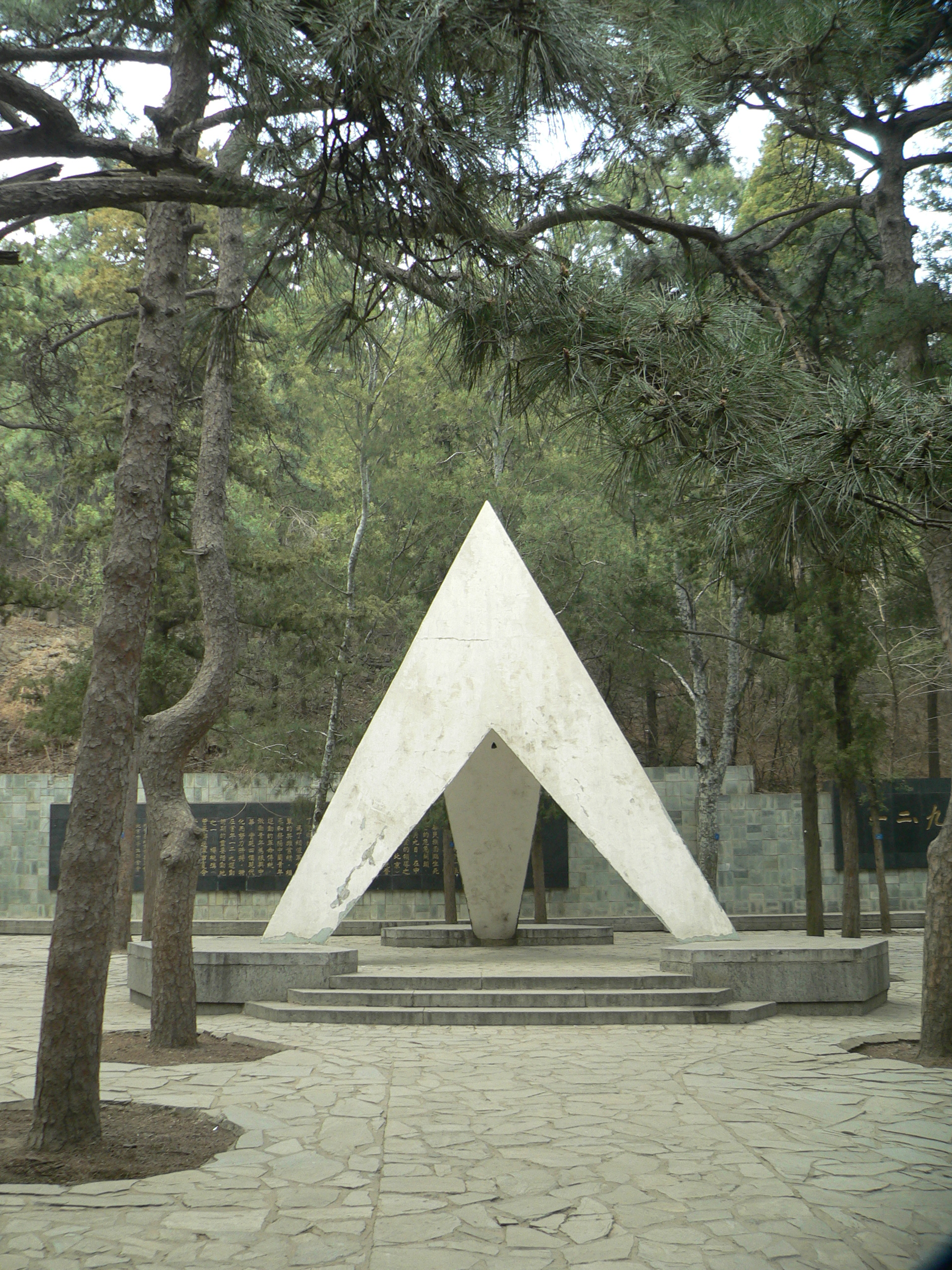
Memorial al Moviment del 9 de desembre de 1935.
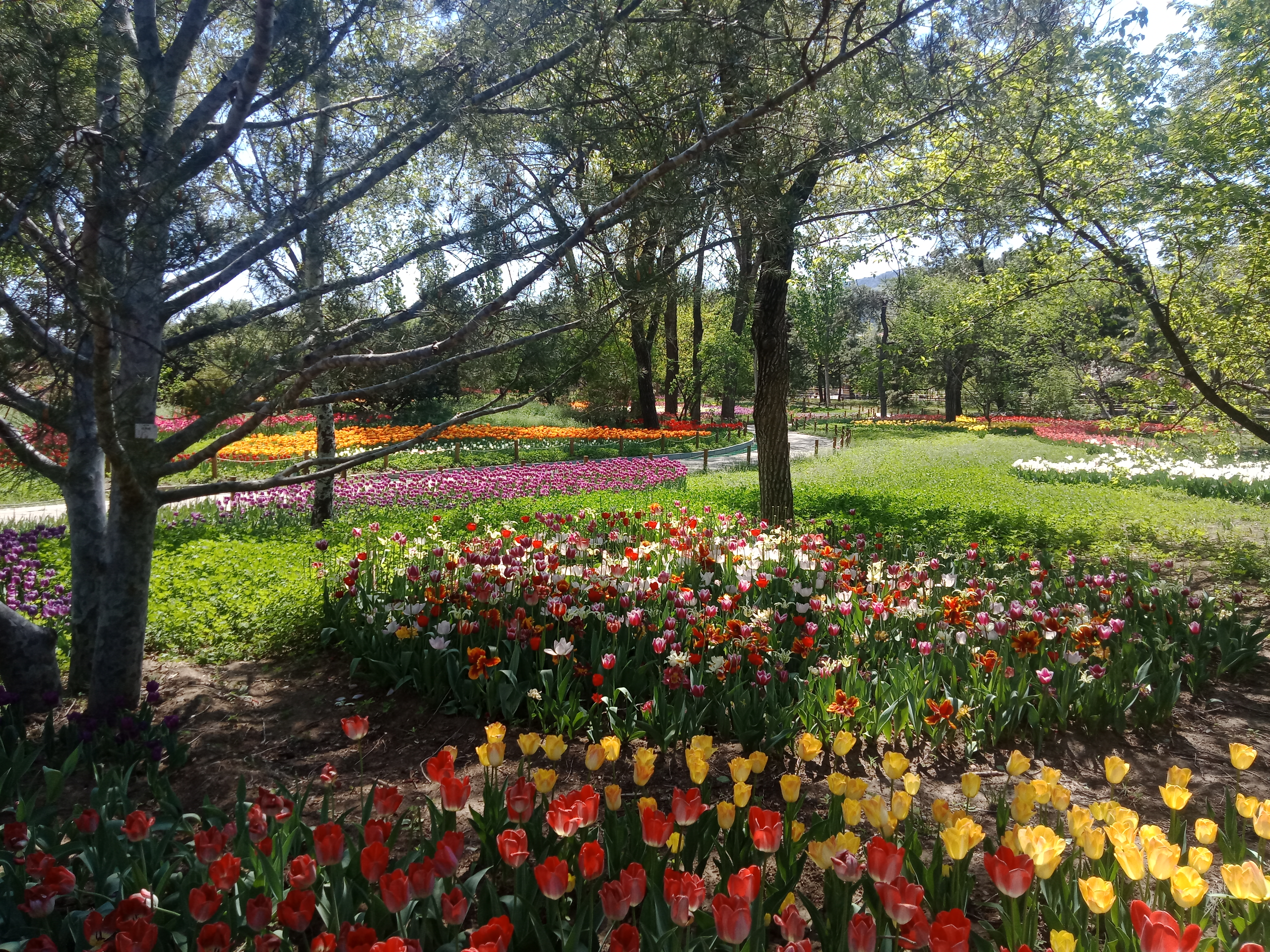
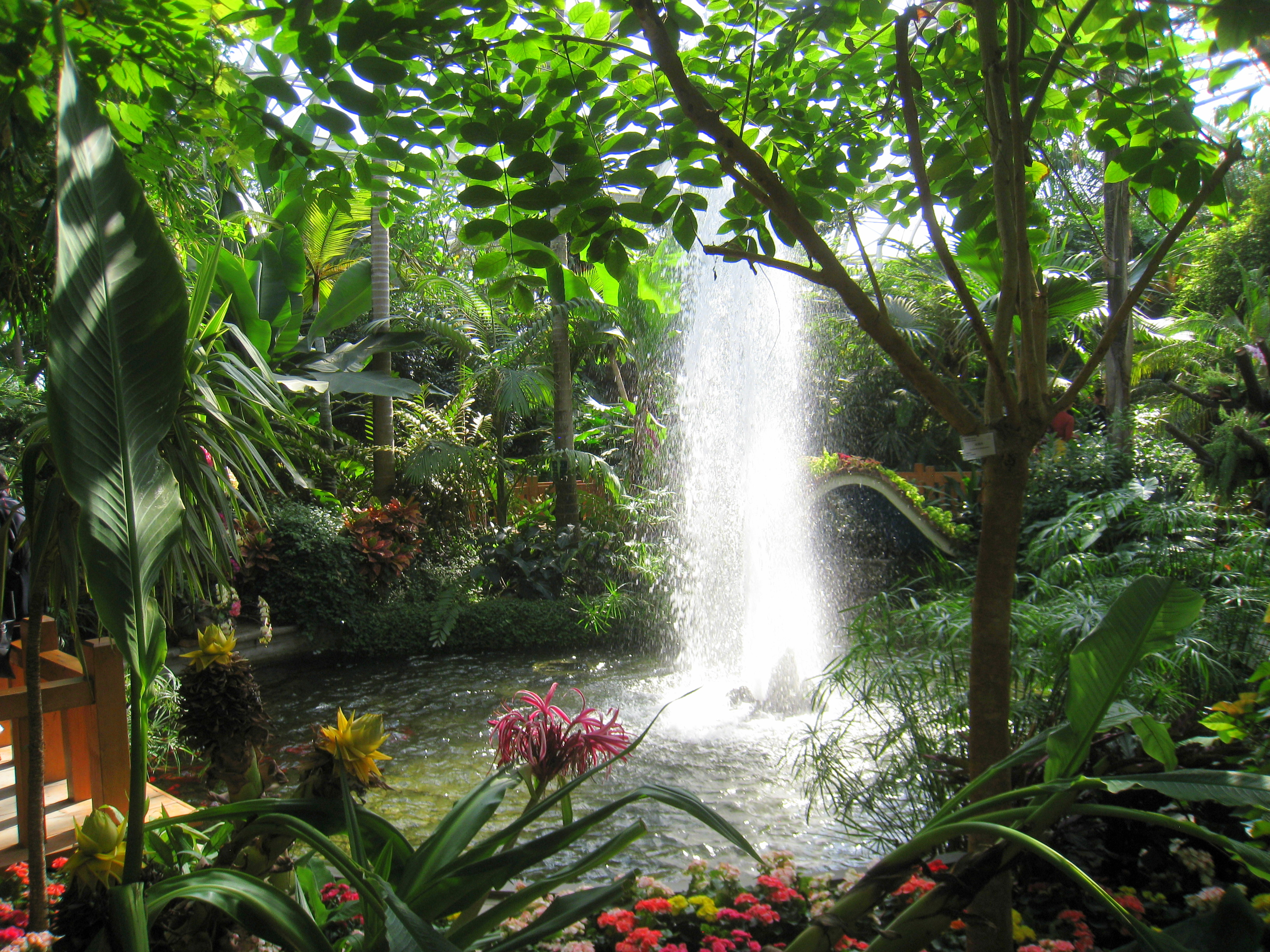